# Nysted
Nysted er en dansk tidligere købstad – Danmarks sydligste – og ligger på det sydøstlige Lolland 27 km øst for Rødby, 24 km sydøst for Maribo, 19 km syd for Sakskøbing og 18 km sydvest for kommunesædet Nykøbing Falster. Byen hører til Guldborgsund Kommune og ligger i Region Sjælland. Nysted har 1.229 indbyggere  (2025) og hører til Nysted Sogn.
Byen er sandsynligvis opstået omkring kongeborgen Aalholm og et franciskanerkloster, der lå i udkanten af den nuværende by indtil Reformationen. Nysted Kirke stammer fra ca. 1300. Byen fik købstadsprivilegier i 1409 og var i middelalderen en driftig handelsby med gode forbindelser til Rostock og Lübeck. Senere kom Danmarks første rutebil til at køre mellem Nysted og Nykøbing, snart efter fulgt af Nystedbanen, der forbandt Nysted med Stubbekøbing via Nykøbing. I nyere tid er Nysteds erhvervsliv især knyttet til turisme med lystbådehavn og nært liggende sommerhusområder.
Digteren Emil Aarestrup var læge i Nysted i en række år, og hans bolig er nu indrettet som museum for ham.

## Geografi
Nysted ligger på østsiden af Nysted Nor over for slottet Aalholm og har en naturhavn, den eneste på Lollands sydkyst efter inddæmningen af Rødby Fjord i 1878. 8-10 km uden for havnen ligger sandbarren Rødsand, og det mellemliggende farvand er lavvandet med mange store sten, så havnen har givet god beskyttelse til middelalderens skibe, men vore dages fragtskibe kan ikke sejle derind. Nysted Havn er nu hovedsageligt en lystbådehavn. Nærmest ved havnen er der en 20 m bred gravet sejlrende. Vanddybden i havnen og sejlrenden er 3,7 m.
Nysted ligger højt efter lollandske forhold. Byens højeste punkt ved rådhuset er 12½ m o.h. Derfor led byen ikke nær så stor skade ved stormfloden 1872 som andre byer ved Østersøen.

### Geologi
Under den sidste istid tyngede isen så meget på Skandinavien, at jordskorpen bulede indad. Det bevirkede, at skorpen i områderne rundt om isen, bl.a. i området hvor Nysted ligger, hævede sig. Da isen forsvandt, var Lolland stort set landfast med det nuværende Tyskland, kun adskilt af en stor og vandrig flod, der nu er blevet til Femern Bælt, Lillebælt, Storebælt m.m.
Samtidig havde isen efterladt et landskab med tykke moræneaflejringer (jord og sten), som var blevet samlet op af den glidende is undervejs hen over Østersø-egnene. Nogle steder skete aflejringen i form af store, flade sletter (det meste af Lolland og Falster), mens is og smeltevand andre steder lavede mere dramatiske landskaber (randmoræner, dødishuller, tunneldale m.m.).
I varierende dybde under morænen ligger store kalkaflejringer, der er dannet i tidligere perioder, da hele Danmark var dækket af vand. I Nysted ligger kalken tæt på overfladen og har flere steder været brudt. Nysted ligger på den sydøstligste del af et system af "bakker" og søer, der strækker sig på skrå tværs over Lolland fra Nysted over Maribo til Ravnsborg og videre ud i Smålandshavet, hvor øerne er dele af samme system.
I årene efter at isen var smeltet, hævede Skandinavien sig igen, og tilsvarende sank Nystedområdet, sådan at tidligere tiders bopladser i dag ligger på bunden af havet. Landet syd for den nuværende by "druknede" og efterlod det landskab, man kan se i dag.

## Historie

### Oprindelse
Fra før historisk tid kendes en række oldtidsgrave omkring Nysted.
Nysted nævnes ikke i Kong Valdemars Jordebog og er utvivlsomt først opstået senere omkring kongeborgen Aalholm og Nysted franciskanerkloster. De ældste dele af det nuværende Aalholm er fra 1300-tallets begyndelse. Kong Christoffer 2, Valdemar Atterdags far, skal efter sigende en overgang have været fange på Aalholm hos grev Johan af Holsten, som kongen selv havde overladt Aalholm til. Senere flyttede Christoffer til Nykøbing Falster, hvor han døde.
Byens indbyggere blev anset som bønder og vornede under Aalholm Slot, indtil Erik af Pommern i 1409 gav dem deres frihed og samtidig gav byen dens købstadsprivilegier, der blev bekræftet i 1513. Byen havde handel og sejlads, navnlig på Rostock og Lübeck. I 1455 siges omtrent 100 gårde og huse at være gået til under en stor brand.
Senest fra ca. 1300 var Nysted det naturlige midtpunkt på egnen og det administrative centrum som kongeligt len. Landskabet omkring Nysted var afgrænset af vådområder i form af Flintinge Å/Sakskøbing Å mod nord og Maribosøerne samt (nu afvandede) moser ved Vester Ulslev mod vest, så hele egnen var et naturligt opland til byen.
Nysteds havn bidrog væsentligt til byens opretholdelse. Allerede tidligt har man vidnesbyrd om eksport af korn og især levende kreaturer til Tyskland samt import af øl, vin, vævede stoffer og andre varer, som ikke blev produceret på egnen.
Franciskanerklosteret, der har ligget ved den østlige ende af Klosterstræde, skal være stiftet 1286 af ejerne til Kjærstrup og Kjelstrup, men i øvrigt ved man meget lidt om det. I klosterkirken blev blandt andre begravet Odensebispen Valdemar Podebusk, død 1392, ridder Anders Siundesen af Kjærstrup (1390) og gråbrødre-vikaren Michael de Lyra (1483). I 1472 fik Laurentius Brandere tilladelse til at reformere klosteret, men først 1477, efter megen modstand fra en del af munkenes side, blev konventet bragt til lydighed. I Nysted havde Gråbrødreordenen sit sidste tilflugtssted i Danmark efter Reformationen; først i 1538 synes klosteret helt nedlagt.

### Renæssancen
I 1554 fik præsten Nic. Wulf klosterets abildhave og humlehave foræret, men i øvrigt blev jorderne henlagt under Aalholm Slot. Klosterets nedbrydning blev påbudt i 1551 for at materialerne kunne anvendes til et slot, som kongen agtede at opføre i Nakskov. Dette blev dog opgivet, og murstenene synes at være blevet sendt til København og Kolding. I 1577 stod der dog endnu et stenhus tilbage, som kongen lod nedbryde til brug ved byggearbejder på Aalholm.
I 1560 skal 200 gårde og huse være gået op i luer under en ny storbrand. I 1641 og 1651 nævnes også ildebrande. 22. maj 1654 brændte 100 gårde og huse, hvorefter borgerne fik store lettelser i skatter.

### Under enevælden
I denne periode, i hvert fald frem til midt i 1800-tallet, var Nysted fuldt på højde med mange andre byer i Danmark. Nysted kunne stadig drage fordel af sin placering ved Østersøen og havde gennem alle årene en mindre handelsflåde og en del fiskeri.
I 1700, 14. november 1729 og i 1831 brændte atter store dele af byen. I 1750 brændte Nysted (Aalholm) Ladegård, der var oprettet af klostergodset. Efter at den var genopbygget, blev den senere nedlagt og kom ind under Christiansholm. I 1672 havde byen 691 indbyggere, i 1769 kun 486 indbyggere.
Helt op til 1740 lå der en latinskole i byen. Den var lille og fostrede kun en enkelt kendt person. Det var teologen Niels Hemmingsen (1513-1600), der blev født i Errindlev mellem Nysted og Rødby. Han var dansk teolog og studerede 1537-42 ved universitetet i Wittenberg, hvor han var elev af Philipp Melanchthon. Fra 1553 var Hemmingsen professor i teologi ved Københavns Universitet og en kendt person i det europæiske akademiske miljø.
Da latinskolen blev nedlagt, overgik bygningen til "Danske Christendoms Skole", som fungerede dér og siden i en nabobygning indtil 1852, da en ny skolebygning blev opført ved siden af det nye rådhus.

#### Englandskrigen
I oktober 1811, mens Danmark var i krig med England under Napoleonskrigene, havde englænderne samlet en flåde på 120 fragtskibe i Hanøbugten ud for det sydlige Sverige. De skulle eskorteres gennem de danske farvande af otte linjeskibe og flere mindre krigsskibe. Englænderne havde bitre erfaringer med de danske kaperskibe, som lynhurtigt brød frem fra kysten, bordede et fragtskib og slæbte det i havn. Den 9. november begav konvojen sig på vej. Mellem Falster og Rygen sank ti fragtskibe i en storm. 15. november ankrede flåden op ud for Nysted, syd for Rødsand. Stormen blæste atter op og to skibe sank, mens tolv skibe strandede og blev dansk krigsbytte. Også linjeskibet St. George med over 800 mand om bord gik på grund. Takkelage, master og frem for alt roret gik til, men skibet kom atter flot og sejlede videre, blot for sammen med et andet linjeskib, Defence, at splintres ved Thorsminde i Vestjylland 24. december 1811. Mellem 1.300 og 1.400 søfolk og soldater druknede, kun sytten blev reddet i land. I 2002 blev roret fundet ved Rødsand i forbindelse med etablering af Rødsand Havmøllepark. Det er 11,5 m langt og vejer 8,5 tons.
Under Englandskrigene blev der bygget to skanseanlæg ved Nysted. Det ene, ved indsejlingen til Nysted Nor, ses stadig i det strandanlæg, som i dag hedder Skansen. Den anden skanse er meget mindre, måske snarere et skjul for geværskytter. Den ligger der, hvor havnepladsen starter. Så vidt vides blev skanserne ikke brugt, men i forbindelse med de slesvigske krige blev de atter aktuelle for en kort stund.

#### Nysted som færgeby
Hertugdømmet Holsten på den anden side af Østersøen hørte med til det danske rige indtil 1864, så der var brug for rejseruter mellem landsdelene. To gange var Nysted på tale i den forbindelse. I 1804 blev det besluttet at oprette en færgefart med kongelig understøttelse. Der rejste sig imidlertid et væld af problemer med materiel og personkreds, men også med besejlingsforholdene. Resultatet blev, at færgefarten blev indstillet i 1807 (måske også under indtryk af krigen med England) og aldrig kom i gang igen siden.
I slutningen af 1800-tallet begyndte man at tale om dét, der i dag kaldes Fugleflugtslinjen. Det blev undersøgt om kysten lige øst for Nysted var et egnet sted for en færgehavn, men svaret var nej. Rødsand var endnu engang i vejen.

### Den tidlige industrialisering
Nysteds befolkning var stigende i slutningen af 1800-tallet men stagnerede i begyndelsen af 1900-tallet: 1.082 i 1850, 1.227 i 1855, 1.261 i 1860, 1.336 i 1870, 1.438 i 1880, 1.414 i 1890, 1.411 i 1901, 1.457 i 1906 og 1.479 i 1911.
I 1875 blev Mette Christiansens Stiftelse for 2 fattige enker oprettet. I 1876 blev Industri- og Håndværkerforeningen oprettet. I 1877 opførte Borgerforeningen, der var oprettet 1863, en stiftelse med 4 lejligheder på Østergade 9. I 1880 blev en kommunal realklasse nedlagt. I 1880-erne blev teglværket i Klostermosen på byens markjorder nedlagt. I 1886 fik byen telefonforbindelse. I 1883 blev der etableret epidemihus med 6 senge på Skansevej. Samme år blev Falsters Landbostands Sparekasse oprettet. I 1891 blev en høj- og landbrugsskole etableret på Munkestien 4. I 1893 blev en Teknisk Skole opført på Smedestræde 6. I 1896 blev et nyt sygehus i Fiskergade med mindst 12 senge opført; samme år blev arresthuset opført. Endvidere blev der oprettet en privat realskole, der benyttede Teknisk Skoles lokaler, samt andelsmejeri og dampsavværk. I 1899 havde byen ugentlig dampskibsforbindelse med Lübeck og København.
Af fabrikker og industrielle anlæg havde byen i 1856 kalkbrænderi, skibsbyggeri og 5 brændevinsbrænderier. I 1871 havde den kun 1 brændevinsbrænderi, men desuden et teglværk. I 1899 havde byen dampmølle, dampsav- og høvleværk, kalkovn, skibsbyggeri og andelsmejeri (i landdistriktet).
I Nysted blev der afholdt markeder i marts, april og september med heste og kvæg, og i november med heste.
Byens havn blev i slutningen af 1800-tallet forbedret ved at den bugtede sejlrende blev uddybet til 3,4 m, og der blev udgravet en anlægs- og svajeplads for dampskibe. Af toldregnskaberne fra anden halvdel af 1800-tallet ser man, at de indførte varer mest kom fra København, Nordtyskland, Norge og Sverige. Til byen sejledes varer som jern, vin, spiritus, humle, kaffe, kul, te, bomuld, silke, ris, husholdningssalt, sirup/sukker og træ. Fra byen sejledes først og fremmest korn og kreaturer.
Befolkningens næringsveje var i 1890: 156 levede af immateriel virksomhed, 514 af håndværk og industri, 239 af handel og omsætning, 42 af søfart, 62 var fiskere, 171 levede af jordbrug, 15 af gartneri, 157 af andre erhverv, 40 af deres midler, 18 nød almisse. I 1906 var indbyggertallet 1.457, heraf ernærede 114 sig ved immateriel virksomhed, 166 ved landbrug, skovbrug og mejeridrift, 106 ved fiskeri, 649 ved håndværk og industri, 210 ved handel med mere, 75 ved samfærdsel, 66 var aftægtsfolk, 45 levede af offentlig understøttelse og 26 af anden eller uangiven virksomhed.
I 1902 blev høj- og landbrugsskolen nedlagt. Et acetylengasværk, der skulle forsyne byens gadelamper med gas, blev oprettet. I 1904 blev hospitalet fra 1676 nedlagt og omdannet til legat. Toldboden, det senere hotel, blev opført. I 1905 blev der oprettet en handelsskole med aftenundervisning i kommuneskolens lokaler. I 1907 blev Marie Christiansens stiftelse fra 1875 i Søstræde (Slotsgade) nedlagt og omdannet til legat. I 1909 blev fattighuset i Søndergade 18 nedlagt.
I 1911 fik skolen en ny bygning med gymnastiksal, den kommunale realskole genopstod i dele af skolebygningen fra 1852, og Skansepavillonen blev flyttet til Skanseanlægget fra Folehaven. I 1912 etablerede Industri- og Landbrugsbanken i Nykøbing en afdeling i Nysted, og der blev bygget nyt gasværk og elektricitetsværk. I 1913 blev der bygget vandværk med tårn. I 1917 blev der opstillet et mindesmærke for byfoged Holck i Skanseanlægget.

#### Danmarks første rutebil
Danmarks første omnibusbilrute blev startet 17. september 1903 mellem Nysted og Nykøbing. Ruten blev etableret af C.H. Fuglsang, der dannede selskabet Dansk Automobilselskab, som han havde en ambition om at gøre landsdækkende. Foruden denne rute fik selskabet ruter bl.a. København-Slangerup, København-Dragør og Assens-Aarup, men allerede i 1906 gik foretagendet fallit og de fleste ruter, heriblandt Nysted-Nykøbing, blev indstillet.
Det første køretøj på ruten var en Maurer-Union, der var bygget i Nürnberg og havde en motor, der ydede 14 hestekræfter med kun 380 cm3 slagvolumen. Den kostede 4.500 kr. og man skulle betale 1,50 kr. for en returbillet mellem de 2 byer, hvilket f.eks. svarede til mere end 2 timelønninger for en lærerinde. Den første chauffør var den 18-årige Martin Fischer, der senere blev Københavns første kørelærer. Bussen kunne rumme 12 passagerer, men var meget upålidelig, så bønderne langs ruten holdt efter sigende nogle heste i beredskab, så de kunne assistere i tilfælde af havari. Ruten var valgt som demonstrationsrute fordi vejen er næsten uden bakker, og fordi der på den tid endnu ikke var var en jernbane på strækningen. Den første bus blev senere afløst af en danskbygget bus, der var mere komfortabel, men ikke mere solid.

#### Nystedbanen
Nysted fik endestation på Stubbekøbing-Nykøbing-Nysted Banens strækning Nykøbing-Nysted (1910-1966). I 1911 blev posthuset opført ved siden af jernbanestationen. Som endestation havde Nysted 3 gennemgående spor, hvoraf det yderste havde stikspor til en tosporet remise, drejeskive og kulgård. Desuden var der læssespor med omløb, svinefold og stikspor til enderampe og varehus. Stationen lå nordøst for den daværende by, og sporet fortsatte i en 1,8 km lang havnebane, der i et skarpt sving med en radius på kun 220 m og med en stejl højdekurve gik øst og syd om byen og til havnen fra syd. Ved overskæringen syd for byen nær Skansen var der perron for udflugtstog med skolebørn. Stationsbygningen, der blev tegnet af arkitekten H.C. Glahn, er bevaret på Jernbanegade 24.

### Mellemkrigstiden
Gennem mellemkrigstiden var Nysteds indbyggertal nærmest stagnerende: i 1916 1.536, i 1921 1.642, i 1925 1.724, i 1930 1.716, i 1935 1.601, i 1940 1.511 indbyggere. Der opstod ingen forstæder.
Ved folketællingen i 1930 havde Nysted 1.716 indbyggere, heraf ernærede 123 sig ved immateriel virksomhed, 598 ved håndværk og industri, 292 ved handel m.m., 127 ved samfærdsel, 201 ved landbrug, skovbrug og fiskeri, 139 ved husgerning, 227 var ude af erhverv og 9 havde ikke oplyst indkomstkilde.
I 1918 blev sygehuset nedlagt og i en periode anvendt som husvildeboliger. I en periode rummede det Den engelske Skole. Der blev opført en ny bygning til andelsmejeriet på hjørnet af Jernbanegade og Østergade. Lollandske Brostens- og Skærvekompagni havde ca. 30 ansatte. Wichmands købmandsforretning i Adelgade handlede også med foderstoffer, trælast, korn, kul og støbegods og bredte sig over et anseligt bygningskompleks, hvoraf bygningerne mod Adelgade stadig står og bruges som bibliotek, apotek og privat beboelse. Virksomheden omfattede også et savværk, der beskæftigede 32 mennesker og først blev nedlagt i 2006, men atter er i drift fra 2014. Byen havde flere af den slags store kombinationsforretninger. M. Engelbredt Beklædnings-Magasin blev senere fabrik for og importør af arbejdstøj. I 1919 var 7 sejlskibe og 1 motorskib hjemmehørende i byen.
Rådhuset blev udvidet med lokaler i Adelgade 90 fra 1920-1955. I 1921 blev Maribo Amts Optagelseshjem for piger oprettet med 70 pladser. Byen havde garveri og bogtrykkeri. Politikorpset bestod af 2 betjente, 1 statsbetjent, 1 landbetjent og en arrestbetjent. Alle mandlige borgere skulle gøre tjeneste i brandkorpset. Byen havde en ugentlig dampskibsforbindelse med København. Der blev fanget ca. 200 sæler.
I 1926 blev Nysted Kalk- og Kridtværk med egen anløbsbro oprettet til fremstilling af gødningskalk og foderkridt. I 1931 blev det omdannet til asfaltfabrik, som producerede 6.000 tons asfaltmastix pr. år.
I 1930 blev Det Kampmann-Boysenske Kystsanatorium (tuberkulosesanatorium) opført med plads til 30 børn.
I 1936 blev folkebiblioteket oprettet i det gamle arresthus. I 1955, hvor det havde 3.300 bind, blev det flyttet til Adelgade 90. I 1938 blev sygehuset ombygget til alderdomshjem.

### Efterkrigstiden
Efter 2. verdenskrig fortsatte Nysted sin stagnerende befolkningsudvikling. I 1945 boede der 1.637 indbyggere i købstaden, i 1950 1.503, i 1955 1.420, i 1960 1.328 og i 1965 1.300. I landsognet blev en mindre forstad dannet i forbindelse med Adelgade.
| År                   | 1945  | 1950  | 1955  | 1960  | 1965  |
| -------------------- | ----- | ----- | ----- | ----- | ----- |
| Nysted købstad       | 1.637 | 1.503 | 1.420 | 1.328 | 1.300 |
| Adelgade             | -     | -     | -     | 22    | 14    |
| Nysted med forstæder | 1.637 | 1.503 | 1.420 | 1.350 | 1.314 |

I 1948 blev alderdomshjemmet udvidet mod både nord og syd. I 1954 blev en større tilbygning til skolen taget i brug. I 1955 blev Arresthuset fra 1896 ombygget til rådhus, og der blev etableret vandrehjem om sommeren i Teknisk Skole. Byen havde 3 banker: Andelsbanken, Landmandsbanken og Lolland-Falsters Industri- og Landbrugsbank. Omkring 1964 blev skolens loftsetage taget i brug som undervisningslokaler. I 1969 havde byen følgende handlende: 9 mindre købmandsbutikker, 3 slagterbutikker, 3 bagerbutikker, 2 boghandlere, en tobaksforretning, en radioforretning, en skotøjsforretning samt en herretøjs- og en dametøjsforretning.

### Efter kommunalreformen i 1970
Ved kommunalreformen i 1970 bortfaldt begrebet "købstad", men Nysted blev kommunesæde i den nye Nysted Kommune, der foruden købstaden og dens landdistrikt (Vantore Sogn) omfattede sognekommunerne Døllefjelde-Musse, Herritslev, Kettinge-Bregninge, Vester Ulslev og Øster Ulslev-Godsted.
- ca. 1970: En pavillon blev opført ved Nysted Skole, og der kom politistation i den tidligere toldbod
- 1980: Første etape af en ny skole blev taget i brug
- 1983: Alderdomshjemmet blev nedlagt og bygningen solgt til Nysted Efterskole
- 1986: Den nye skole blev færdig
- 2001: Skolen blev udvidet til ca. det dobbelte
- 2007: Nysted Kommune blev nedlagt og lagt ind under Guldborgsund Kommune
- 2015: Nye turisttiltag med bl.a. sæl-safari til Rødsand. Sengepladser i byen var fuldt belagt i næsten hele turistsæsonen.

I perioden er der lagt stor vægt på at udvikle områdets turisme. Der er bygget en del sommerhuse, og der arbejdes på af offentlig sauna og badeanstalt. Nysted mistede en stor turistattraktion, da Aalholm Automobilmuseum med en af Europas største bilsamlinger måtte lukke, og bilerne blev solgt på auktion i 2012-13. Slottet er lukket for offentligheden, men der arbejdes på at udvikle kajak- og cykelruter i og omkring Aalholm Hestehave. Den regionale cykelrute 38 (Paradisruten) og Margueritruten fører gennem byen.
Byens handelsliv tæller nu foruden et større antal håndværkere: 2 supermarkeder, butik med jagt- og fiskeriudstyr, savværk, biograf, 2 hoteller, 3 restauranter, 2 pizzeriaer, campingplads, slagter, bager, optiker, materialist/tøjbutik, 2 frisører m.fl. Der findes servicefunktioner som bibliotek, borgerservice m.m.

## Demografi
Frem til omkring år 1900 havde Nysted en jævn stigende befolkning. På det tidspunkt gik udviklingen i stå. Skibene blev større, så de ikke kunne anløbe havnen. Jernbaner og biler overtog transporten, og for dem lå Nysted i en afkrog. Byen mistede en stor del af sit opland til først og fremmest Nykøbing på grund af broerne over Guldborg Sund. Industriudviklingen gik uden om Nysted. På trods af den generelle nedgang af befolkningstal i landdistrikterne siden 1960'erne, har Nysted dog formået at bevare sit indbyggertal siden ca. 1975. Siden 2014 har indbyggertallet igen været svagt stigende.
Nysted har gennem tiden været plaget af mange omfattende brande. Det har den til fælles med en række andre byer i Danmark. Oplysningerne om brandenes omfang skal dog tages med et gran salt. F.eks. oplyses det at en brand i 1560 ødelagde 200 huse og gårde. Så mange huse har der næppe været i hele byen på den tid.

## Infrastruktur og transport

### Offentlig transport
Ved etableringen af Stubbekøbing-Nykøbing-Nysted Banens var Nysted endestation på strækning Nykøbing-Nysted fra 1910-1966.

### Vejnavne
I Peder Hansen Resens kort Atlas Danicus er angivet gadenavne i en lang række købstæder.
Adelgade, er Nysteds hovedgade, og navnet er kendt i mange byer landet over, muligvis i formen Algade. Navnet betyder ”den fornemste gade” eller bare ”hovedgaden”. Resten af gaderne var stræder eller stier.
Bomstræde: Byen udfaldsvej mod øst. Navnet er gammelt, men var en overgang erstattet med Vantorevej. Landets købstadshandel var tidligere beskyttet af ind- og udførselstold og tolden blev opkrævet ved byens ”porte”, der måske blot var en bom eller en usynlig grænse.
Byfoged Holcksvej: En foged er en udøvende embedsmand. I denne sammenhæng var en byfoged en blanding af politichef, dommer og borgmester afhængig af hvilken tid vi taler om. Frem til 1919 var Nysteds byfoged udnævnt af kongen og var birkedommer i Nysted Birk samt chef for ordenshåndhæverne, der til sidst bestod af en politibetjent, en landbetjent og en vægter. Harald Julius Holck fungerede som den næstsidste byfoged fra 26. marts 1892 til 1. januar 1917. Fra 1919 blev posterne skilt ad og borgmesteren var fra da af folkevalgt. Der står en mindesten for Holck i Skanseanlægget
C.A. Hansens Vej: Carl Adam Hansen var læge i Nysted fra 1875, byrådsmedlem i mange år og lokalhistorisk forfatter. Han skrev bl.a. Nysteds historie til byens 500 års-jubilæum i 1909.
Skovstræde: Før 1850'erne var købstædernes jord delt i 2 portioner. Den centrale del var forbeholdt huse og mindre haver, og var tit indhegnet og altid forsynet med toldboder (accise-boder) ved indkørslerne. De ydre del kaldtes markjorden, og var landbrugsjord, der kun måtte ejes af byens borgere. Skovstræde førte ud til byens markjord hvis yderste dele hed Nysted Skov. Skovstræde endte blindt, hvad "Nysted Skov" stadig gør.
Wichmandsvej: Er opkaldt efter købmand B. Svend Wichmand. Hans butiks- og kontorbygning i Adelgade rummer i dag byens apotek og biblioteket er indrettet i et kornmagasin, mens et andet magasin, Bønnelyches Pakhus, benyttes til lejlighedsvise udstillinger. Wichmand overtog købmandsforretningen i 1883, efter at en af hans slægtninge, Chr. Bønnelyche, var gået fallit med den nogle år før.
Aarestrupvej: er opkaldt efter digteren Emil Aarestrup, der var læge i Nysted, hvor han boede fra 1827-1838

### Politi
I de forskellige udgaver af Traps danmarksbeskrivelse kan man læse at byen i 1855 og 1873 havde et politikorps på 24 mand og i 1899 12 ikke-uniformerede mænd og en assistent. Til daglig har den ene politiassistent og hans forgængere været ene om bestillingen. De 24 mand har været en slags reserve der kunne trækkes på i farlige situationer. I 1923 bestod korpset da også kun af 2 betjente (kommunalt politi), 1 statsbetjent, 1 landbetjent og en arrestbetjent, hvilket i realiteten var en udvidelse i forhold til 1800-tallets bemanding.
I moderne tid er styrken gradvist reduceret og er nu i realiteten nedlagt. Omkring 1969 var der stadig 2 politiassistenter og en landbetjent, ca. 1980 1 landbetjent og 1 politiassistent, ca. 1990 1 landbetjent og i 2008 et par timers kontortid pr. uge og ellers betjening fra Nykøbing Falster (Sydsjællands og Lolland-Falsters Politi).

### Bibliotek
Industri- og Arbejderforeningen i Nysted stiftedes 13. april 1868 på initiativ af den lokale læge Lütken og begyndte bl.a. straks at samle bøger til et bibliotek. I 1869 var beholdningen 133 bind, i 1885 havde man 1000 og i 1900 var der 1800 bind i biblioteket, der havde til huse på ”Hotellet” (uvist hvilket) med udlån hver mandag aften. Bestanden er ”væsentlig bestaaende af Æsthetisk Litteratur, dog ogsaa flere gode rejsebeskrivelser, Troels Lunds historiske Værker o.a”, som Nysted Krønikens forfatter, C.A. Hansen skriver i 1901. Samme kilde oplyser at foreningen i 1907 har 158 medlemmer og 20 damer!
I 1919 bevilligede Nysted Byråd 200 kr. til oprettelse af et folkebibliotek. Det betyder sikkert at kommune overtog den private bogsamling, der sikkert samtidig er flyttet til rådhuset. I de næste år var en af bibliotekets ledere Julie Helene Pantmann, som kom til Nysted i 1934, da hendes ægtefælle Rude Pantmann tiltrådte stillingen som kæmner i den daværende Nysted Købstadskommune.
22. december 1955 flyttedes biblioteket fra rådhuset til Adelgade 90 med udlåns- og læsesal i stueetagen og på 1. sal arkiv og mødelokale. På det tidspunkt var bibliotekaren Magda Andersen, der var gift med skoleinspektør Chr. Andersen. Denne bygning havde da i en årrække rummet en del af kommunalforvaltningen. Samme år vides udgifterne til biblioteket at andrage 2000 kr. I 1958 meldes at fru Eli Brønholt, der også var lærer på Nysted Skole, forlader stillingen som bibliotekar.
Ved kommunesammenlægningen i 1970 indgår den nye Nysted ”storkommune” en samarbejdsoverenskomst med Centralbiblioteket i nabokommunen Nykøbing. Den indebærer bl.a. at landdistrikterne betjenes med en bogbus. Fra 1975 er bibliotekets leder Bodil Clausen. 11. april 1980 flytter man fra Adelgade 90 til Wichmandsgården på Vantorevej, stuehuset til en nedlagt landbrugsejendom, men i 1988 flyttes biblioteket til den nuværende placering i en fredet bygning, et tidligere pakhus fra 1807 i Adelgade og samtidig overtager Ellen Larsen ledelsen. Hun afløses i 2006 af den nuværende leder Marianne Mortensen.
I 1992 koster biblioteksvæsenet i Nysted Kommune 1.039.000 kr. På landsbasis er den årlige udgift pr. indbygger 377 kr. I Storstrøms Amt er gennemsnittet 336 kr., men i Nysted kommune kan biblioteksvæsenet drives for 192 kr. pr. år pr. indbygger hvilket gør Nysted til en af landets billigste bibliotekskommuner. Samme år nedlægges bogbussen og lånerne i hele kommunen er henvist til at benytte biblioteket i Nysted. Den første januar 2007 indgik Nysted Kommune i Guldborgsund Kommune og biblioteket er fra da en afdeling af Guldborgsundbibliotekerne.
- Rådhuset, hvor biblioteket var placeret fra 1919-1955
- Bygningen Adelgade 90 (1955-1980)
- Wichmandsgården på Vantorevej (1980-1988)

## Uddannelse
Der har muligvis været en form for undervisning i Nysted franciskanerkloster. Det blev nedlagt i 1538, men allerede få år senere (før 1578) blev der oprettet en latinskole i Adelgade 101. Latinskolen blev nedlagt 1740 og en borgerskole blev oprettet i bygningen. Skolen blev senere flyttet til Adelgade 103 og i 1852 blev der taget en ny skole i brug i Adelgade. Både 1911 og 1954 bygges til, i 1966 indrettes nye lokaler i skolens loftsetage og i 1970 opstilles en pavillon. Ca. 1975 nedrives 1852-bygningen og skolens ældste klasser overføres til Kettinge Skole. I 1980-1986 opføres en ny skole med syv klassetrin i byens udkant. Den udvides til 10 klassetrin i 2001 og eksisterer nu med ni klassetrin ca. 375 elever.
Nysted Efterskole blev oprettet i 1977, og den har i dag ca. 130 elever.

## Kultur
Nysted er en af Danmarks mest velbevarede købstæder[kilde mangler] og har bevaret sit gamle bymiljø med adskillige bindingsværkshuse og ældre bygninger i det gamle bykvarter omkring kirken. Der er ikke megen industri i Nysted, hvilket er med til at skabe et roligt bymiljø.
Digteren Emil Aarestrups Hus er indrettet som museum med genstande fra Aarestrups tid og en udstilling om Aarestrup.
Et nyere museum er Nysted Orgelmuseum, der foruden at arrangere forskellige koncerter og en årlig orgelfestival også har en fast udstilling med forskellige orgler.
Clausens Pakhus er en fredet bindingsværksbygning, der blev opført i 1807 af en lokal købmand. Det er i dag indrettet som bibliotek. Tæt ved ligger Bønnelyches Pakhus, der blev opført i 1851. Denne bygning er ligeledes fredet, og bruges i dag til udstillinger.
Nysted Apotek er opført i 1755.
Villa Marina er et italiensk inspireret palæ på Adelgade, der blev opført i 1877-1878 af den norske digter Andreas Munch og hans hustru Amalia.
Middelalderfestivalen startede i 2009 som fejring af byens 500 års købstadsjubilæum, og det blev gentaget i årene efter. En lokal forening blev oprettet for at varetage festivallen. I 2014 blev samarbejdede festivalen med Nykøbing Falster Festuge og Middelaldercentret der havde en særlig ridderturnering, om markedsføring af de tre arrangementer samt rabat ved besøg af flere arrangementer.
I december 2018 blev det udmeldt at der ikke ville blive afholdt en festival i 2019, da der ifølge foreningens formand var "brug for en pause til at gentænke konceptet". I november 2019 meldte bestyrelsen ud, at foreningen, og dermed festivalen, blev nedlagt. Markedet genopstod i 2021 og blev også gennemført i 2022.
Siden 2008 har der været Hajkutter Regatta med kapsejlads til Rostock. Desuden har byen Havnefestival samt Vise- og Lyrikfestival, der afholdes ved Aarestrups Hus.
På sælsafari kan man i sommersæsonen opleve Danmarks største[kilde mangler] sælkoloni ved Rødsand på tæt hold. På sejlturen kan man også se en af verdens største[kilde mangler] havmølleparker med 162 kæmpestore vindmøller.

### Vandtårnet
Det Særlige Bygningssyn udtalte den 20. november 2002 om Nysteds vandtårn: "Det Særlige Bygningssyn finder, at Nysted Vandtårn (1912-13 af arkitekt Alf Jørgensen og ingeniør Georg Jochimsen) både har de kulturhistoriske og de arkitektoniske værdier, der kan begrunde en fredning. Vandtårnet er et af de tidligste vandtårne opført i jernbeton og et fint eksempel på datidens brug af dette materiale. Den arkitektoniske udformning i form af en blanding af nybarokken med dens svungne former og nationalromantikken i tårnafslutningen er tidstypisk og afstemt efter datidens opfattelse af jernbeton som et plastisk materiale. Vandtårnet er således et godt eksempel på periodens forsøg med at prøve materialets arkitektoniske muligheder af.[kilde mangler] Bygningssynet hæfter sig specielt ved indgangspartiets udformning, vandbeholderen og iltningstrappen, der fortæller om tårnets funktion, samt det åbne tagværks fine tømmerkonstruktion."
Resultatet var at vandtårnet blev fredet i 2003. Tårnet var i en ret miserabel forfatning, men blev i 2011 overdraget til en privat forening Foreningen Nysted Vandtaarn, og restaureret udvendigt. I øjeblikket undersøges hvordan tårnet fremover kan anvendes.
Foreningen Nysted Vandtaarn blev stiftet den 15. oktober 2009. I september 2014 er der 77 betalende medlemmer. Foreningens sponsorer er Thorkild Høeghs, Guldborgsund Bevaringsfond, Døllefjelde-Musse Fordelingsudvalg og Lollandsfonden.
I sommerperioden er der adgang til vandtårnet med udsigt over Nysted by for et mindre entrébeløb.

### Sport
Nysteds fodboldklub B 1990 spiller på Nysted Stadion, hvor der er plads til 1.200 tilskuere.
Derudover findes der tennisklub, crossbane, ridesportcenter, skytteforening, roklub, svømmeklub, håndboldklub og badmintonklub i Nysted eller nærmeste oplandsbyer.

## Berømte bysbørn
- Frederik Christian Raben (1769-1838) – botaniker
- Emil Aarestrup (1800-1856) – digter og læge, praktiserede i byen 1827-38
- Julius Raben (1804-1879) – godsejer og politiker
- Biker Jens (1971) – tidligere tv-personlighed
- Palle Fogtdal (1931-2019) - forlægger af bl.a. Bo Bedre

## Galleri
Postkort fra omkring 1910:
- Havneindsejlingen med udsigt til Ålholm
- Gadeparti fra 1900-tallets begyndelse
- Adelgade
- Adelgade
- Højgård med folkehold